# Cape La Hune
Cape La Hune est une localité canadienne située au sud de l'île de Terre-Neuve dans la province de Terre-Neuve-et-Labrador. Elle fait partie de la circonscription électorale e Fortune Bay - Cape La Hune.

## Géographie
La localité de Cape La Hune est située sur un cap dénommé la hune car elle forme un promontoire qui rappelle la hune des navires pour la vigie. Ce cap abrite la baie La Hune qui s'enfonce de deux lieues dans les terres. Cape La Hune est située à la limite sud-ouest de la baie Aviron.